# دامیانو دامیانی
دامیانو دامیانی (ایتالیایی: Damiano Damiani؛ ۲۳ ژوئیهٔ ۱۹۲۲ – ۷ مارس ۲۰۱۳) کارگردان، فیلم‌نامه‌نویس، هنرپیشه و نویسنده اهل ایتالیا بود.

## فیلم‌شناسی
- رژ لب (۱۹۶۰)
- جزیره آرتورو
- یک نابغه، دو شریک و یک ساده‌دل
- الهه عشق
- دست کثیف استعمار (۱۹۶۶)
- ساحره عاشق (۱۹۶۶)
- بازپرسی به پایان رسید، فراموش کنید (۱۹۷۱)
- مردی که به زانو درآمد (۱۹۷۹)